# Tournoi des Six Nations des moins de 20 ans 2025
Cet article traite de l'épreuve des juniors. Pour la compétition sénior, voir Tournoi des Six Nations 2025. Pour la compétition féminine, voir Tournoi des Six Nations féminin 2025.
Pour un article plus général, voir Tournoi des Six Nations des moins de 20 ans.
Navigation
Tournoi des moins de 20 ans 2024 Tournoi des moins de 20 ans 2026
Le Tournoi des Six Nations des moins de 20 ans 2025 est une compétition annuelle de rugby à XV disputée par six équipes européennes : Angleterre, pays de Galles, Irlande, France, Écosse et Italie.
L'Angleterre est tenante du titre après avoir réalisé le Petit Chelem lors de l'édition 2024.
La France remporte la compétition, lors de la dernière journée, pour la quatrième fois. Leur dernier titre dans la compétition date de 2018.

## Contexte et résultat de la compétition

### Contexte
L'équipe d'Angleterre défend son titre après avoir réussi le Petit Chelem lors de l'édition précédente,.
De plus, l'Angleterre a le statut de championne du monde en titre après sa victoire en finale, lors de l'édition 2024 du Championnat du monde junior, contre l'équipe de France.

### Résultat
Lors de la dernière journée, une seule équipe est invaincue : l'Angleterre, tenante du titre. Seule l'équipe de France est également capable de remporter la compétition en cas de défaite anglaise et de victoire française.
Finalement, le pays de Galles, contre toute attente, s'impose 23 à 13 contre les Anglais et laisse une chance aux Français de remporter le Tournoi en cas de victoire contre l'Écosse. Malgré des Écossais accrocheurs, les Bleuets s'imposent 45 à 40, avec le bonus offensif, et remportent leur premier Tournoi depuis 2018, le quatrième de leur histoire.
L'autre rencontre de la dernière journée, Italie-Irlande, se solde par une victoire 15 à 12 des Italiens. Les Irlandais finissent la compétition à la dernière place avec une victoire.

## Villes et stades
Pour cette édition, l'équipe de France dispute ses deux rencontres à domicile au stade de la Rabine de Vannes et au stade Jean-Bouin de Paris.
Le Tournoi des Six Nations des moins de 20 ans 2025 se déroule dans les stades suivants :
| Trévise (Italie)                       | Cork (Irlande)                      | Newport (pays de Galles)           |
| -------------------------------------- | ----------------------------------- | ---------------------------------- |
| Stadio Comunale di Monigo 5 000 places | Musgrave Park 8 008 places          | Rodney Parade 11 700 places        |
| Stade Comuale di Monigo, Trévise       | Musgrave Park, Cork                 | Rodney Parade, Newport             |
| Paris (France)                         |                                     | Vannes (France)                    |
| Stade Jean-Bouin 19 904 places         |                                     | Stade de la Rabine 11 865 places   |
| Stade Jean-Bouin, Paris                |                                     | Stade de la Rabine, Vannes         |
| Cardiff (Pays de Galles)               | Bath (Angleterre)                   | Newcastle upon Tyne (Angleterre)   |
| Cardiff Arms Park 9 000 places         | The Recreation Ground 14 509 places | Kingston Park 10 200 places        |
| Cardiff Arms Park, Cardiff             | The Recreation Ground, Bath         | Kingston Park, Newcastle upon Tyne |

## Calendrier des matchs
Ci-dessous, le calendrier des cinq journées de la compétition, :
Première journée
| Le 30 janvier à 20 h 45  | Musgrave Park, Cork                | Irlande -20 | 3 - 19  | Angleterre -20     |
| Le 31 janvier à 20 h 15  | Edinburgh Rugby Stadium, Édimbourg | Écosse -20  | 10 - 22 | Italie -20         |
| Le 1er février à 21 h 10 | Stade de la Rabine, Vannes         | France -20  | 63 - 19 | Pays de Galles -20 |

Deuxième journée
| Le 7 février à 20 h 15 | Stadio Comunale di Monigo, Trévise | Italie -20     | 18 - 20 | Pays de Galles -20 |
| Le 7 février à 21 h    | The Recreation Ground, Bath        | Angleterre -20 | 27 - 10 | France -20         |
| Le 8 février à 20 h 45 | Edinburgh Rugby Stadium, Édimbourg | Écosse -20     | 15 - 33 | Irlande -20        |

Troisième journée
| Le 21 février à 20 h 15 | Kingston Park, Newcastle upon Tyne | Angleterre -20     | 57 - 13 | Écosse -20  |
| Le 21 février à 20 h 45 | Rodney Parade, Newport             | Pays de Galles -20 | 20 - 12 | Irlande -20 |
| Le 22 février à 20 h 45 | Stadio Comunale di Monigo, Trévise | Italie -20         | 5 - 58  | France -20  |

Quatrième journée
| Le 7 mars à 20 h 15 | Edinburgh Rugby Stadium, Édimbourg | Écosse -20     | 27 - 12 | Pays de Galles -20 |
| Le 7 mars à 20 h 45 | The Recreation Ground, Bath        | Angleterre -20 | 33 - 24 | Italie -20         |
| Le 7 mars à 21 h    | Musgrave Park, Cork                | Irlande -20    | 12 - 22 | France -20         |

Cinquième journée
| Le 14 mars à 20 h 30 | Cardiff Arms Park, Cardiff         | Pays de Galles -20 | 23 - 13 | Angleterre -20 |
| Le 14 mars à 20 h 45 | Stadio Comunale di Monigo, Trévise | Italie -20         | 15 - 12 | Irlande -20    |
| Le 14 mars à 21 h 15 | Stade Jean-Bouin, Paris            | France -20         | 45 - 40 | Écosse -20     |

## Classement
| Rang | Nation             | J | V | N | D | Bo | Bd | Pm  | Pe  | Diff | Pts |
| ---- | ------------------ | - | - | - | - | -- | -- | --- | --- | ---- | --- |
| 1    | France -20         | 5 | 4 | 0 | 1 | 4  | 0  | 198 | 108 | +90  | 20  |
| 2    | Angleterre -20 (T) | 5 | 4 | 0 | 1 | 2  | 0  | 149 | 73  | +76  | 18  |
| 3    | Pays de Galles -20 | 5 | 3 | 0 | 2 | 0  | 0  | 94  | 134 | -40  | 12  |
| 4    | Italie -20         | 5 | 2 | 0 | 3 | 1  | 1  | 84  | 133 | -49  | 10  |
| 5    | Écosse -20         | 5 | 1 | 0 | 4 | 2  | 1  | 105 | 169 | -64  | 7   |
| 6    | Irlande -20        | 5 | 1 | 0 | 4 | 1  | 1  | 72  | 91  | -19  | 6   |

|  | Vainqueur du tournoi.               |
|  | T : tenant du titre (édition 2024). |

Attribution des points : quatre points sont attribués pour une victoire, deux points pour un match nul, aucun point en cas de défaite, un point si au moins 4 essais marqués, un point en cas de défaite avec moins de 7 points d'écart, trois points en cas de Grand Chelem.
Règles de classement : 1. points marqués ; 2. différence de points de matchs ; 3. nombre d'essais marqués ; 4. titre partagé.

## Acteurs du Tournoi des Six Nations 2025

### Joueurs

#### Angleterre
Le 27 janvier 2025, Mark Mapletoft nomme sa composition d'équipe pour la première journée. Tom Burrow (en) est nommé capitaine.
Pour la deuxième journée, Oscar Beckerleg, Ollie Davies et Dom Hanson sont alignés sur la feuille de match.
À l'occasion de la troisième journée, Tyler Offiah (en), George Pearson, Campbell Ridl, Connor Treacey et Jonny Weimann sont retenus pour le match.
Lors de la quatrième journée, Joe Davis et Tubuna Maka sont convoqués.
| Entraîneur | Entraîneur             | Mark Mapletoft                                                                    |
| Avants     | Pilier                 | Tubuna Maka, Ralph McEachran (en), Tye Raymont (en), Ollie Scola, Billy Sela (en) |
| Avants     | Talonneur              | Louie Gulley, Kepu Tuipulotu (en)                                                 |
| Avants     | Deuxième ligne         | Aiden Ainsworth-Cave, Oscar Beckerleg, Tom Burrow (en) , Olamide Sodeke (en)      |
| Avants     | Troisième ligne aile   | Junior Kpoku, Henry Pollock, George Timmins (en), Connor Treacey                  |
| Avants     | Troisième ligne centre | Kane James (en)                                                                   |
| Arrières   | Demi de mêlée          | Joe Davis, Lucas Friday (en), Dom Hanson, Archie McParland (en), Jonny Weimann    |
| Arrières   | Demi d'ouverture       | Josh Bellamy, Ben Coen (en)                                                       |
| Arrières   | Centre                 | Nic Allison, Angus Hall (en), Nick Lilley (en)                                    |
| Arrières   | Ailier                 | Jack Bracken (en), Charlie Griffin (en), Tyler Offiah (en), Campbell Ridl         |
| Arrières   | Arrière                | Ollie Davies, Jack Kinder, George Pearson                                         |

#### Écosse
Le 22 janvier 2025, le sélectionneur Kenny Murray (en) nomme un groupe de 34 joueurs pour la compétition, Johnny Ventisei est nommé capitaine de l'équipe.
| Entraîneur | Entraîneur             | Kenny Murray (en)                                                                                   |
| Avants     | Pilier                 | Ollie Blyth-Lafferty, Oliver McKenna, Will Pearce, Jake Shearer, Jamie Stewart, Ryan Whitefield     |
| Avants     | Talonneur              | Joe Roberts, Seb Stephen (en)                                                                       |
| Avants     | Deuxième ligne         | Bart Godsell, Dan Halkon, Charlie Moss, Pat Spence                                                  |
| Avants     | Troisième ligne aile   | Billy Allen, Freddy Douglas , Ollie Duncan, Oliver Finlayson-Russell, Mark Fyffe, Christian Lindsay |
| Avants     | Troisième ligne centre | Reuben Logan (en)                                                                                   |
| Arrières   | Demi de mêlée          | Noah Cowan, Hamish MacArthur, Hector Patterson                                                      |
| Arrières   | Demi d'ouverture       | Isaac Coates, Matthew Urwin, Ross Wolfenden                                                         |
| Arrières   | Centre                 | Angus Hunter, Johnny Ventisei , Campbell Waugh, Kerr Yule                                           |
| Arrières   | Ailier                 | Nairn Moncrieff, Cameron van Wyk, Fergus Watson                                                     |
| Arrières   | Arrière                | Jack Brown (en)                                                                                     |

#### France
Le 10 janvier 2025, le nouveau sélectionneur de l'équipe de France, Cédric Laborde, convoque un groupe de 45 joueurs pour la compétition.
Le 27 janvier, le groupe est réduit à 31 joueurs pour la première journée. Nolann Donguy, Édouard-Junior Jabea Njocke et Nathan Llaveria sont les nouveaux sélectionnés.
Pour la deuxième journée, Florian Baquey et Elia Masi sont les deux nouveaux convoqués afin de préparer ce match.
Le 12 février, Martin Blum et Lyan Pakihivatau sont convoqués afin de préparer la troisième journée. Pour cette journée, Jean-Yves Liufau est convoqué en plus et aligné contre l'Italie.
En vue de la quatrième journée, Lucas Andjisseramatchi et Jon Echegaray sont les nouveaux convoqués.
| Entraîneur | Entraîneur             | Cédric Laborde |
| Avants     | Pilier                 | Florian Baquey, Lorencio Boyer Gallardo, Upaleto Feao, Samuel Jean-Christophe, Édouard-Junior Jabea Njocke, Isaac Koffi, Jean-Yves Liufau, Mohamed Megherbi, Lyan Pakihivatau, Owen Sorhaindo |
| Avants     | Talonneur              | Lyam Akrab, Quentin Algay, Gabin Garault, Elia Masi |
| Avants     | Deuxième ligne         | Enzo Jean, Charles Kante Samba, Corentin Mézou , Jacques Nguimbous, Nils Punti, Bartholomé Sanson                                                                                             |
| Avants     | Troisième ligne aile   | Lucas Andjisseramatchi, Mathis Baret, Baptiste Britz, Antoine Chalus-Cercy, Antoine Deliance , Marceau Marzullo, Sialevailea Tolofua, Noa Traversier                                          |
| Avants     | Troisième ligne centre | Raphaël Darquier , Elyjah Ibsaiene |
| Arrières   | Demi de mêlée          | Martin Blum, Simon Daroque, Nathan Llaveria, Thibaut Motassi, Baptiste Tilloles |
| Arrières   | Demi d'ouverture       | Jean Cotarmanac'h, Diego Jurd, Luka Keletaona, Gabin Kretchmann |
| Arrières   | Centre                 | Mathys Belaubre, Fabien Brau-Boirie, Oliver Cowie, Simeli Daunivucu, Robin Taccola, Lucas Vignères                                                                                            |
| Arrières   | Ailier                 | Dylan Cazemajou, Nolann Donguy, Mathis Ibo, Tom Leveque, Charly Mignot, Xan Mousques, Melvyn Rates                                                                                            |
| Arrières   | Arrière                | Jon Echegaray, Axel Guillaud, Ugo Pacome |

#### Pays de Galles
Le 22 janvier 2025, Richard Whiffin annonce un groupe de 41 joueurs pour le Tournoi. Le troisième ligne aile Harry Beddall est nommé capitaine et le centre Steffan Emanuel (en) vice-capitaine.
| Entraîneur | Entraîneur             | Richard Whiffin                                                                                        |
| Avants     | Pilier                 | Harrison Bellamy, Ioan Emanuel, Owain James, Lewis Jones, Jac Pritchard, Sam Scott (en), Louie Trevett |
| Avants     | Talonneur              | Saul Hurley, Harry Thomas, Evan Wood                                                                   |
| Avants     | Deuxième ligne         | Dylan Alford, Tom Cottle, Luke Evans, Will Evans, Kenzie Jenkins, Nick Thomas                          |
| Avants     | Troisième ligne aile   | Harry Beddall , Dan Gemine, Deian Gwynne, Caio James, Ryan Jones, Arthur Moore                         |
| Avants     | Troisième ligne centre | Evan Minto                                                                                             |
| Arrières   | Demi de mêlée          | Sion Davies, Carwyn Edwards, Logan Franklin                                                            |
| Arrières   | Demi d'ouverture       | Harri Ford, Elis Price, Harri Wilde                                                                    |
| Arrières   | Centre                 | Osian Darwin-Lewis, Steffan Emanuel (en), Elijah Evans, Osian Roberts                                  |
| Arrières   | Ailier                 | Aidan Boshoff, Tom Bowen (en), Ieuan Cornelius, Harry Rees-Weldon                                      |
| Arrières   | Arrière                | Iori Badham, Scott Delnevo, Lewis Edwards, Jack Woods                                                  |

#### Irlande
Le 14 janvier 2025, Neil Doak (en) convoque 31 joueurs pour le Tournoi. Il nomme Éanna McCarthy capitaine.
Pour le premier match, Oisin Minogue est également convoqué et présent sur la feuille de match.
Lors du deuxième match, le pilier Paddy Moore est le seul nouveau convoqué.
Pour la troisième journée, Tom Wood est convoqué et placé sur la feuille de match.
Lors de la dernière journée, Chris O'Connor est sélectionné et aligné.
| Entraîneur | Entraîneur             | Neil Doak (en)                                                                                   |
| Avants     | Pilier                 | Billy Bohan, Tom McAllister, Paddy Moore, Alex Mullan, Aaron O'Brien, Alex Usanov, Adam Watchorn |
| Avants     | Talonneur              | Connor Magee, Henry Walker, Mikey Yarr                                                           |
| Avants     | Deuxième ligne         | Billy Corrigan, Conor Kennelly, Mahon Ronan, Alan Spicer, David Walsh                            |
| Avants     | Troisième ligne aile   | Michael Foy, Oisin Minogue, Bobby Power                                                          |
| Avants     | Troisième ligne centre | Éanna McCarthy                                                                                   |
| Arrières   | Demi de mêlée          | Andrew Doyle, Clark Logan, Chris O'Connor, Will Wootton                                          |
| Arrières   | Demi d'ouverture       | Dylan Hicks, Sam Wisniewski, Tom Wood                                                            |
| Arrières   | Centre                 | Connor Fahy, Andre Ryan, Eoghan Smyth                                                            |
| Arrières   | Ailier                 | Ciarán Mangan, Derry Moloney, Gene O'Leary Kareem                                                |
| Arrières   | Arrière                | Paidi Farrell, Daniel Green, Charlie Molony                                                      |

#### Italie
Le 20 janvier 2025, le sélectionneur Roberto Santamaria (it) dévoile ses 31 joueurs retenus pour la compétition.
Pour la deuxième journée, Riccardo Ioannucci intègre le groupe italien.
Le 25 février, Nicolò Corvasce et Gianluca Mugnaini sont convoqués pour préparer les deux dernières journées.
| Entraîneur | Entraîneur             | Roberto Santamaria (it)                                                                                |
| Avants     | Pilier                 | Pietro Bettini, Gioele Boccato, Nicola Bolognini, Christian Brasini, Sergio Pelliccioli, Bruno Vallesi |
| Avants     | Talonneur              | Alessio Caiolo-Serra, Giacomo Casiraghi, Nicolò Corvasce                                               |
| Avants     | Deuxième ligne         | Pietro Melegari, Mattia Midena, Enoch Opoku Gyamfi, Tommaso Redondi                                    |
| Avants     | Troisième ligne aile   | Carlo Antonio Bianchi, Nelson Casartelli, Simone Fardin, Antony Miranda, Gianluca Mugnaini             |
| Avants     | Troisième ligne centre | Giacomo Milano                                                                                         |
| Arrières   | Demi de mêlée          | Matteo Bellotto, Niccolò Beni, Giulio Sari                                                             |
| Arrières   | Demi d'ouverture       | Roberto Fasti, Gianmarco Pietramala, Alessandro Ragusi                                                 |
| Arrières   | Centre                 | Daniele Coluzzi, Riccardo Ioannucci, Edoardo Todaro, Federico Zanandrea (en)                           |
| Arrières   | Ailier                 | Jules Ducros, Alessandro Drago, Malik Faissal, Giacomo Ndoumbe Lobe                                    |
| Arrières   | Arrière                | Pietro Celi                                                                                            |

### Arbitres
Les arbitres de champ du Tournoi 2025 sont les suivants :
| Rugby Europe                                                               | Asia Rugby                      | Rugby Afrique   | Rugby Americas North | Sudamérica Rugby |
| -------------------------------------------------------------------------- | ------------------------------- | --------------- | -------------------- | ---------------- |
| - Ben Breakspear - Sara Cox - Peter Martin - Jérémy Rozier - Filippo Russo | - Katsuki Furuse - Morgan White | - Colby Griffin | - Lex Weiner         | - Tomás Bertazza |

Les arbitres assistants et vidéos du Tournoi 2025 sont les suivants :
| - Aimee Barrett-Theron (assistante) - Kevin Bralley (assistant) - Ruairidh Campbell (assistant) - Andrew Cole (assistant) | - Ben Connor (assistant) - Eoghan Cross (en) (assistant) - Keane Davison (assistant) - Mike English (assistant) | - Sam Grove-White (en) (vidéo) - Olly Hodges (vidéo) - Joe James (assistant) - Adam Jones (vidéo) | - Matteo Liperini (vidéo) - Mark Patton (vidéo) - Franco Rosella (assistant) - Tual Trainini (vidéo) | - Evan Urruzmendi (assistant) - Federico Vedovelli (assistant) - Anthony Woodthorpe (assistant) |

## Statistiques individuelles

### Meilleur joueur du Tournoi
Grâce à ses bonnes performances durant la compétition, dont sept essais inscrits, le talonneur de l'équipe de France, Lyam Akrab est élu meilleur joueur du Tournoi.

### Meilleurs réalisateurs
Le demi d'ouverture anglais, Ben Coen (en) est le meilleur réalisateur de la compétition avec 38 points inscrits, dont huit pénalités et sept transformations,.
| Rang | Joueur            | Équipe             | Poste                     | Points | Essais | Transf. | Pén. | Drops |
| ---- | ----------------- | ------------------ | ------------------------- | ------ | ------ | ------- | ---- | ----- |
| 1    | Ben Coen (en)     | Angleterre -20     | Demi d'ouverture          | 38     | 0      | 7       | 8    | 0     |
| 2    | Lyam Akrab        | France -20         | Talonneur                 | 35     | 7      | 0       | 0    | 0     |
| 3    | Harry Thomas      | Pays de Galles -20 | Talonneur                 | 25     | 5      | 0       | 0    | 0     |
| 4    | Diego Jurd        | France -20         | Demi d'ouverture          | 23     | 0      | 10      | 1    | 0     |
| 5    | Harri Wilde       | Pays de Galles -20 | Demi d'ouverture          | 22     | 0      | 5       | 4    | 0     |
| 6    | Jean Cotarmanac'h | France -20         | Demi d'ouverture          | 19     | 1      | 7       | 0    | 0     |
| 7    | Roberto Fasti     | Italie -20         | Demi d'ouverture, arrière | 17     | 0      | 4       | 3    | 0     |
| -    | Matthew Urwin     | Écosse -20         | Demi d'ouverture          | 17     | 0      | 4       | 2    | 1     |
| 9    | Nelson Casartelli | Italie -20         | Troisième ligne aile      | 15     | 3      | 0       | 0    | 0     |
| -    | Freddy Douglas    | Écosse -20         | Troisième ligne aile      | 15     | 3      | 0       | 0    | 0     |
| -    | Jon Echegaray     | France -20         | Arrière                   | 15     | 3      | 0       | 0    | 0     |
| -    | Charly Molony     | Irlande -20        | Ailier, arrière           | 15     | 3      | 0       | 0    | 0     |
| -    | Fergus Watson     | Écosse -20         | Ailier                    | 15     | 3      | 0       | 0    | 0     |

### Meilleurs marqueurs
Avec sept essais inscrits en cinq matchs, le talonneur français, Lyam Akrab termine meilleur marqueur de la compétition. Il égale le record d'Elliot Daly établi, en seulement trois matchs, en 2011.
| Rang | Joueur            | Équipe             | Poste                | Essais |
| ---- | ----------------- | ------------------ | -------------------- | ------ |
| 1    | Lyam Akrab        | France -20         | Talonneur            | 7      |
| 2    | Harry Thomas      | Pays de Galles -20 | Talonneur            | 5      |
| 3    | Nelson Casartelli | Italie -20         | Troisième ligne aile | 3      |
| -    | Freddy Douglas    | Écosse -20         | Troisième ligne aile | 3      |
| -    | Jon Echegaray     | France -20         | Arrière              | 3      |
| -    | Charly Molony     | Irlande -20        | Ailier, arrière      | 3      |
| -    | Fergus Watson     | Écosse -20         | Ailier               | 3      |
| 8    | Quatorze joueurs  | Quatorze joueurs   | Quatorze joueurs     | 2      |

## Première journée

### Irlande - Angleterre
| J1 Jeudi 30 janvier 2025 20 h 45 | Irlande -20                                                           | 3 - 19 (3 - 9) | Angleterre -20 | Musgrave Park, Cork Arbitre : Jérémy Rozier |
| J1 Jeudi 30 janvier 2025 20 h 45 | Pénalité(s) : 1 Wisniewski (30e) Carton(s) jaune(s) : 1 Minogue (67e) | Rapport        | Essai(s) : 1 de pénalité (67e) Transformation(s) : 1 de pénalité (67e) Pénalité(s) : 4 Coen (en) (12e, 27e, 33e, 79e) Carton(s) rouge(s) : 1 Kpoku (13e) | Musgrave Park, Cork Arbitre : Jérémy Rozier |
| J1 Jeudi 30 janvier 2025 20 h 45 |                                                                       | Rapport        | | Musgrave Park, Cork Arbitre : Jérémy Rozier |

### Écosse - Italie
| J1 Vendredi 31 janvier 2025 20 h 15 | Écosse -20                             | 10 - 22 (5 - 7) | Italie -20 | Edinburgh Rugby Stadium, Édimbourg Arbitre : Sara Cox |
| J1 Vendredi 31 janvier 2025 20 h 15 | Essai(s) : 2 Allen (15e), Duncan (71e) | Rapport         | Essai(s) : 3 Zanandrea (en) (29e), Beni (45e), Todaro (61e) Transformation(s) : 2 Fasti (30e, 62e) Pénalité(s) : 1 Fasti (78e) | Edinburgh Rugby Stadium, Édimbourg Arbitre : Sara Cox |
| J1 Vendredi 31 janvier 2025 20 h 15 |                                        | Rapport         | | Edinburgh Rugby Stadium, Édimbourg Arbitre : Sara Cox |

### France - Pays de Galles
| J1 Samedi 1er février 2025 21 h 10 | (bo) France -20 | 63 - 19 (21 - 12) | Pays de Galles -20 | Stade de la Rabine, Vannes Arbitre : Tomás Bertazza |
| J1 Samedi 1er février 2025 21 h 10 | Essai(s) : 9 Akrab (3e, 40e), Pacome (27e), Mousques (50e, 56e), Brau-Boirie (54e), Taccola (71e), Llaveria (77e), Jabea Njocke (80e) Transformation(s) : 9 Jurd (4e, 27e, 40e+1, 51e, 54e, 57e, 72e, 78e, 80e+1) Carton(s) jaune(s) : 1 Deliance (30e) | Rapport           | Essai(s) : 3 Boshoff (16e), H. Thomas (38e, 60e) Transformation(s) : 2 Wilde (39e), Ford (61e) Carton(s) jaune(s) : 1 Beddall (39e) | Stade de la Rabine, Vannes Arbitre : Tomás Bertazza |
| J1 Samedi 1er février 2025 21 h 10 | | Rapport           | | Stade de la Rabine, Vannes Arbitre : Tomás Bertazza |

## Deuxième journée

### Italie - Pays de Galles
| J2 Vendredi 7 février 2025 20 h 15 | (bd) Italie -20                                                                                                | 18 - 20 (15 - 10) | Pays de Galles -20                                                                                              | Stadio Comunale di Monigo, Trévise Arbitre : Morgan White |
| J2 Vendredi 7 février 2025 20 h 15 | Essai(s) : 2 Ducros (15e), Casartelli (39e) Transformation(s) : 1 Fasti (40e) Pénalité(s) : 2 Fasti (1re, 54e) | Rapport           | Essai(s) : 3 Bowen (en) (24e), H. Thomas (30e, 49e) Transformation(s) : 1 Ford (50e) Pénalité(s) : 1 Ford (69e) | Stadio Comunale di Monigo, Trévise Arbitre : Morgan White |
| J2 Vendredi 7 février 2025 20 h 15 | | Rapport           | | Stadio Comunale di Monigo, Trévise Arbitre : Morgan White |

### Angleterre - France
| J2 Vendredi 7 février 2025 21 h | Angleterre -20 | 27 - 10 (17 - 10) | France -20 | The Recreation Ground, Bath Arbitre : Ben Breakspear |
| J2 Vendredi 7 février 2025 21 h | Essai(s) : 3 James (11e), de pénalité (22e), Hanson (80e+1) Transformation(s) : 3 Coen (en) (12e, 80e+2), de pénalité (22e) Pénalité(s) : 2 Coen (29e, 55e) | Rapport           | Essai(s) : 1 Britz (34e) Transformation(s) : 1 Jurd (35e) Pénalité(s) : 1 Jurd (18e) Carton(s) jaune(s) : 3 Britz (22e), Jabea Njocke (54e), Tolofua (59e) | The Recreation Ground, Bath Arbitre : Ben Breakspear |
| J2 Vendredi 7 février 2025 21 h | | Rapport           | | The Recreation Ground, Bath Arbitre : Ben Breakspear |

### Écosse - Irlande
| J2 Samedi 8 février 2025 20 h 45 | Écosse -20                                                | 15 - 33 (5 - 26) | Irlande -20 (bo)                                                                                                   | Edinburgh Rugby Stadium, Édimbourg Arbitre : Tomás Bertazza |
| J2 Samedi 8 février 2025 20 h 45 | Essai(s) : 3 Watson (24e), Roberts (43e), Patterson (62e) | Rapport          | Essai(s) : 5 Molony (1re, 12e, 21e), Corrigan (16e), Minogue (58e) Transformation(s) : 4 Green (2e, 13e, 17e, 58e) | Edinburgh Rugby Stadium, Édimbourg Arbitre : Tomás Bertazza |
| J2 Samedi 8 février 2025 20 h 45 |                                                           | Rapport          | | Edinburgh Rugby Stadium, Édimbourg Arbitre : Tomás Bertazza |

## Troisième journée

### Angleterre - Écosse
| J3 Vendredi 21 février 2025 20 h 15 | (bo) Angleterre -20 | 57 - 13 (31 - 8) | Écosse -20                                                                                                 | Kingston Park, Newcastle upon Tyne Arbitre : Filippo Russo |
| J3 Vendredi 21 février 2025 20 h 15 | Essai(s) : 9 Ridl (5e), Tuipulotu (en) (12e, 37e), James (29e), Raymont (en) (32e), Burrow (en) (43e), Pearson (54e), Bracken (en) (58e), Hall (en) (77e) Transformation(s) : 6 Coen (en) (12e, 30e, 33e, 44e), Bellamy (55e, 78e) | Rapport          | Essai(s) : 2 Watson (8e), Duncan (68e) Pénalité(s) : 1 Brown (en) (24e) Carton(s) jaune(s) : 1 Urwin (21e) | Kingston Park, Newcastle upon Tyne Arbitre : Filippo Russo |
| J3 Vendredi 21 février 2025 20 h 15 | | Rapport          | | Kingston Park, Newcastle upon Tyne Arbitre : Filippo Russo |

### Pays de Galles - Irlande
| J3 Vendredi 21 février 2025 20 h 45 | Pays de Galles -20                                                                                           | 20 - 12 (14 - 12) | Irlande -20                                                                                                   | Rodney Parade, Newport Arbitre : Morgan White |
| J3 Vendredi 21 février 2025 20 h 45 | Essai(s) : 1 S. Emanuel (en) (14e) Transformation(s) : 1 Wilde (15e) Pénalité(s) : 2 Wilde (48e), Ford (78e) | Rapport           | Essai(s) : 2 Walker (26e), Smyth (39e) Transformation(s) : 1 Green (40e) Carton(s) jaune(s) : 1 Corrigan (3e) | Rodney Parade, Newport Arbitre : Morgan White |
| J3 Vendredi 21 février 2025 20 h 45 | | Rapport           | | Rodney Parade, Newport Arbitre : Morgan White |

### Italie - France
| J3 Samedi 22 février 2025 20 h 45 | Italie -20                    | 5 - 58 (0 - 22) | France -20 (bo) | Stadio Comunale di Monigo, Trévise Arbitre : Peter Martin |
| J3 Samedi 22 février 2025 20 h 45 | Essai(s) : 1 Casartelli (79e) | Rapport         | Essai(s) : 9 Traversier (14e), Rates (18e), Akrab (30e, 48e), Ibsaiene (40e+1, 60e), Tolofua (58e), Vignères (63e), Daunivucu (70e) Transformation(s) : 5 Keletaona (15e, 31e, 49e), Cotarmanac'h (59e, 64e) Pénalité(s) : 1 Keletaona (10e) | Stadio Comunale di Monigo, Trévise Arbitre : Peter Martin |
| J3 Samedi 22 février 2025 20 h 45 |                               | Rapport         | | Stadio Comunale di Monigo, Trévise Arbitre : Peter Martin |

## Quatrième journée

### Écosse - Pays de Galles
| J4 Vendredi 7 mars 2025 20 h 15 | (bo) Écosse -20 | 27 - 12 (19 - 7) | Pays de Galles -20 | Edinburgh Rugby Stadium, Édimbourg Arbitre : Katsuki Furuse |
| J4 Vendredi 7 mars 2025 20 h 15 | Essai(s) : 4 Douglas (17e, 73e), Moncrieff (26e), Brown (en) (33e) Transformation(s) : 2 Urwin (18e, 34e) Pénalité(s) : 1 Coates (65e) | Rapport          | Essai(s) : 2 I. Emanuel (30e), H. Thomas (54e) Transformation(s) : 1 Wilde (31e) Carton(s) rouge(s) : 2 Franklin (24e), Cottle (35e) | Edinburgh Rugby Stadium, Édimbourg Arbitre : Katsuki Furuse |
| J4 Vendredi 7 mars 2025 20 h 15 | | Rapport          | | Edinburgh Rugby Stadium, Édimbourg Arbitre : Katsuki Furuse |

### Angleterre - Italie
| J4 Vendredi 7 mars 2025 20 h 45 | (bo) Angleterre -20 | 33 - 24 (21 - 12) | Italie -20                                                                                                   | The Recreation Ground, Bath Arbitre : Lex Weiner |
| J4 Vendredi 7 mars 2025 20 h 45 | Essai(s) : 5 Timmins (en) (11e), Burrow (en) (17e), Gulley (20e), Hall (en) (57e), Bracken (en) (80e) Transformation(s) : 4 Bellamy (12e, 17e, 21e, 58e) Carton(s) jaune(s) : 1 Bracken (47e) | Rapport           | Essai(s) : 4 Faissal (7e, 15e), Casartelli (55e), Drago (76e) Transformation(s) : 2 Fasti (8e), Todaro (77e) | The Recreation Ground, Bath Arbitre : Lex Weiner |
| J4 Vendredi 7 mars 2025 20 h 45 | | Rapport           | | The Recreation Ground, Bath Arbitre : Lex Weiner |

### Irlande - France
| J4 Vendredi 7 mars 2025 21 h | Irlande -20                                                                          | 12 - 22 (7 - 15) | France -20 (bo) | Musgrave Park, Cork Arbitre : Griffin Colby |
| J4 Vendredi 7 mars 2025 21 h | Essai(s) : 2 de pénalité (39e), Mangan (80e) Transformation(s) : 1 de pénalité (39e) | Rapport          | Essai(s) : 4 Echegaray (14e), Leveque (18e), Akrab (33e, 52e) Transformation(s) : 1 Keletaona (53e) Carton(s) jaune(s) : 3 Traversier (31e), Sanson (37e), Echegaray (39e) | Musgrave Park, Cork Arbitre : Griffin Colby |
| J4 Vendredi 7 mars 2025 21 h |                                                                                      | Rapport          | | Musgrave Park, Cork Arbitre : Griffin Colby |

## Cinquième journée

### Pays de Galles - Angleterre
| J5 Vendredi 14 mars 2025 20 h 30 | Pays de Galles -20 | 23 - 13 (13 - 13) | Angleterre -20 | Cardiff Arms Park, Cardiff Arbitre : Griffin Colby |
| J5 Vendredi 14 mars 2025 20 h 30 | Essai(s) : 2 S. Emanuel (en) (34e), Rees-Weldon (41e) Transformation(s) : 2 Wilde (34e, 42e) Pénalité(s) : 3 Wilde (18e, 30e, 69e) Carton(s) jaune(s) : 1 Gemine (11e) | Rapport           | Essai(s) : 1 McEachran (en) (2e) Transformation(s) : 1 Coen (en) (3e) Pénalité(s) : 2 Coen (21e, 24e) Carton(s) jaune(s) : 1 Bracken (en) (71e), Ainsworth-Cave (78e) | Cardiff Arms Park, Cardiff Arbitre : Griffin Colby |
| J5 Vendredi 14 mars 2025 20 h 30 | | Rapport           | | Cardiff Arms Park, Cardiff Arbitre : Griffin Colby |

### Italie - Irlande
| J5 Vendredi 14 mars 2025 20 h 45 | Italie -20 | 15 - 12 (15 - 0) | Irlande -20 (bd)                                                             | Stadio Comunale di Monigo, Trévise Arbitre : Katsuki Furuse |
| J5 Vendredi 14 mars 2025 20 h 45 | Essai(s) : 2 Drago (6e), Caiolo-Serra (11e) Transformation(s) : 1 Celi (12e) Pénalité(s) : 1 Celi (1re) Carton(s) jaune(s) : 2 Corvasce (2e), Miranda (52e) | Rapport          | Essai(s) : 2 Walker (46e), Wood (61e) Transformation(s) : 1 Wisniewski (62e) | Stadio Comunale di Monigo, Trévise Arbitre : Katsuki Furuse |
| J5 Vendredi 14 mars 2025 20 h 45 | | Rapport          |                                                                              | Stadio Comunale di Monigo, Trévise Arbitre : Katsuki Furuse |

### France - Écosse
| J5 Vendredi 14 mars 2025 21 h 15 | (bo) France -20 | 45 - 40 (33 - 22) | Écosse -20 (bo, bd) | Stade Jean-Bouin, Paris Arbitre : Lex Weiner |
| J5 Vendredi 14 mars 2025 21 h 15 | Essai(s) : 7 Daunivucu (1re), Akrab (12e), Tilloles (19e), Cowie (22e), Echegaray (33e, 45e), Cotarmanac'h (58e) Transformation(s) : 5 Cotarmanac'h (1re, 12e, 23e, 34e, 58e) Carton(s) jaune(s) : 1 Chalus-Cercy (5e) | Rapport           | Essai(s) : 5 Brown (en) (5e), Watson (26e), Blyth-Lafferty (36e), van Wyk (53e), Douglas (73e) Transformation(s) : 3 Urwin (6e, 37e), Brown (73e) Pénalité(s) : 2 Urwin (17e, 42e) Drop(s) : 1 Urwin (79e) | Stade Jean-Bouin, Paris Arbitre : Lex Weiner |
| J5 Vendredi 14 mars 2025 21 h 15 | | Rapport           | | Stade Jean-Bouin, Paris Arbitre : Lex Weiner |